# Късо съединение
Късо съединение в електрическа верига възниква, когато се съединят две нейни точки с различен потенциал и между тях протече ток по непредвиден път с никакъв или много малък импеданс, като това не е предвидено в нейната конструкция и нарушава нормалната ѝ работа. Късото съединение може да възникне в резултат на нарушение на изолацията на проводниците или механичен контакт с неизолирани елементи.
Големината на токовете при късо съединение зависи както от импеданса на проводниците, така и от този на източниците на енергия.

## Дефиниция
Късото съединение представлява необичайно свързване между два възела на електрическа верига, които са предназначени за различно напрежение. Това води до прекомерно голям ток, ограничен единствено от импеданса на проводниците, възникналата електрическа дъга и източника, което потенциално уврежда веригата, причинявайки прегряване, пожар или взрив. Въпреки че обикновено се предизвиква поради неизправност, има случаи, в които късо съединение се създава нарочно.
В теорията на електрическите вериги, късо съединение е свързването на два възела, което ги кара да бъдат с едно и също напрежение. При идеалното късо съединение няма никакво съпротивление и никаква разлика в потенциалите.

## Примери
Често късо съединение се случва, когато положителният и отрицателният полюс на батерията се свържат с проводник с малко съпротивление, например парче проводник. Това кара батерията да доставя голямо количество енергия за много малко време.
Големият ток през батерията може да причини бързо натрупване на топлина, потенциално водещо до взрив или изпускане на водород и електролит, който може да изгаря тъкани, да причини слепота или дори смърт. Претоварените проводници също могат да прегреят, като това води до увреждане на изолацията на проводника или пожар.
При електрическите апарати непредвидените къси съединения обикновено се причиняват, когато се увреди изолацията на даден проводник или когато се внесе друг проводим материал, позволяващ преминаването на токове по непредвидено разклонение на веригата.
При веригите в електрическата мрежа, късо съединение може да настъпи между две фази, между фаза и неутрала или между фаза и земя. Такива къси съединения предизвикват много голям ток и съответно задействат предпазители, прекъсвачи или релейна защита. Възможно е и късо съединение между неутрала и земя или между два проводника на една и съща фаза. Такова свързване може да е опасно, защото не предизвиква голям ток и е по-трудно да бъде забелязана нередност по време на експлоатация. Възможните ефекти включват непредвиденото захранване на верига, за която се е предполагало, че е изолирана и изключена или неправилна работа на диференциалнотоковите защити. За да се смекчат вредните ефекти на късите съединения, електроразпределителните трансформатори се създават с определено количество индуктивност на разсейване. За ограничаване на токовете на къси съединения в мрежите за ниско напрежение, неутралата се заземява през реактор или активно съпротивление.
Късото съединение, при достатъчно високо напрежение, може да доведе до образуването на електрическа дъга. Горещата йонизирана плазма на дъгата, е много проводяща (5-10ома) и може да провежда ток дори и след като вече липсва механична връзка между проводниците. Ерозията и овъгляването е обичаен знак за поражение от електрическа дъга. Дори и малки дъги могат да изпарят значително количество материал от точката на допир. Температурата на електрическата дъга е много висока (хиляди градуси по Целзий), причинявайки разтопяване на металните повърхности и изолацията.

## Поражения
Токът на късо съединение може за милисекунди да достигне стойност хиляди пъти по-висока от нормалната за системата. Пораженията могат да бъдат намалени или предотвратени, като се използват предпазители, прекъсвачи или друга защита от пренатоварване. Тази защита трябва да бъде избрана според тока, който протича през веригата. В неизправна ел. инсталация, токът от късо съединение може да предизвика ефект на Джаул – Ленц в частите на веригата, които имат лоша проводимост (например неизправни контакти). Такова прегряване често е причина за пожар. Ако се образува електрическа дъга, тя може да породи голямо количество топлина, възпламенявайки запалими вещества в близост. В промишлените системи, електродинамичните сили, породени от високите токове на късите съединения, причиняват отдалечаване на проводниците. Апаратите и проводниците се увреждат от динамичните сили.